# 向殿政男
向殿 政男（むかいどの まさお、1942年(昭和17年)4月5日 - ）は、日本の工学者。専門は安全工学、ファジィ理論、多値論理など。安全のエキスパート、大家であり、フェイルセーフを始めとする安全理論に加えて各種調査委員会や標準化活動でも貢献した。明治大学工学博士、名誉教授、明治大学校友会名誉会長。2015年安全功労者内閣総理大臣表彰。2021年瑞宝中綬章受章者。
明治大学専任講師、助教授、教授を経て、2014年より同大学顧問。日本信頼性学会や日本知能制御ファジィ学会、アジアファジィシステム学会、私立大学情報教育協会、安全技術応用研究会、セーフティグローバル推進機構、鉄道総合技術研究所で会長を歴任。国際ファジィシステム学会の副会長も務めた。セーフティグローバル推進機構とセーフティアセッサ協議会が運営する「向殿安全賞」に名を残している。

## 来歴・人物
1942年（昭和17年）4月5日生まれ。向殿は明治大学附属明治高等学校から明治大学工学部電気工学科へ進み、1965年に卒業。大学院に進学した向殿は、鉄道関係の研究からフェイルセーフをはじめとする安全研究に取り組むようになる。1967年修士課程修了、1970年（昭和45年）博士後期課程修了、工学博士。同時に同大学電気工学科選任講師になる。1973年に助教授へ昇進。
1978年（昭和53年）に、向殿は電子通信工学科教授に就任。安全のみならず、ファジィ理論や多値論理の研究にも取り組む。また、1979年（昭和54年）には客員研究員としてカリフォルニア大学バークレイ校に滞在し、1987年（昭和62年）には国際ファジィシステム学会で副会長も務めている。1989年（平成元年）より理工学部情報科学科教授。
1996年（平成8年）には大学院理工学研究科委員長に就任。学会では日本ファジィ学会（1993年・平成5年）や日本信頼性学会（2003年・平成15年）で会長を務め、2006年（平成18年）からは日本学術会議連携会員にも就任している。この間、向殿は安全規格制定や調査委員会に参画するとともに（#社会的活動の節を参照）、国際安全規格やリスクアセスメントに関する著書も多数出版する（#著書の節を参照）。安全関係の貢献により、2005年（平成17年）には経済産業大臣表彰、翌2006年には厚生労働大臣表彰を受けている。
2008年（平成20年）頃からはグローバルCOEプログラム「現象数理学の形成と発展」（後の文部科学省共同利用・共同研究拠点「現象数理学研究拠点」）のメンバーを務めた。また、清掃ロボットの安全にも関与したり、こんにゃくゼリーの窒息事故を受けての消費者庁の委員会に有識者として参加している。このように、一般向けの活動も多く務めた向殿は、安全のエキスパートとして2009年から2014年まで、テレビ番組「世界一受けたい授業」にも出演している。
2009年（平成21年）7月には明治大学校友会会長に就任。2013年（平成25年）3月23日、明治大学リバティタワーで「安全学の夢に向かって～論理・ファジィから安全へ～」と題して最終講義を実施。明治大学を定年退職し、同大学名誉教授に就任。2014年（平成26年）より同大学顧問。同年の時点で、明治大学校友会、経済産業省消費経済審議会製品安全部会、国土交通省社会資本整備審議会昇降機等事故調査部会、安全技術応用研究会、私立大学情報教育協会において会長を務めている。
これまでの貢献が認められ、2015年（平成27年）7月1日の国民安全の日に安全功労者内閣総理大臣表彰を受賞した。2015年の時点でも日経BP社が提唱する「Safety2.0」に助言したり、 ISO45001のJIS原案作成委員会で委員長を務めた。セーフティグローバル推進機構では会長を務め、2015年には向殿の名を冠する「向殿安全賞」が設立されている。2020年（令和2年）6月12日より鉄道総合技術研究所会長に就任。2021年（令和3年）には教育研究功労により瑞宝中綬章を受章した。

## 受賞・栄典
（主な受賞歴）
- 1995年 - 第11回技術・科学図書優秀賞[31]
- 1999年 - ファジィ学会論文賞[43][注 3]
- 2005年 - 知能情報ファジィ学会業績賞[44]
- 2005年 - 経済産業大臣表彰（工業標準化事業功労者）[17][25]
- 2006年 - 厚生労働大臣表彰（功労賞）[17][25]
- 2014年 - 安全工学会 第30回 北川学術賞[45]
- 2015年 - 安全功労者内閣総理大臣表彰（産業安全）[41][20]
- 2017年 - 国土交通大臣表彰（功績賞）[46][注 4]

（栄典）
- 2021年 - 瑞宝中綬章[23][24]

## 社会的活動
- 日本学術会議 - 連携会員[14][16]
人間と工学研究連絡委員会 委員、安全工学専門委員会 委員、安全制御小委員会 委員長、人工物設計・生産研究連絡委員会 委員、経営管理工学専門委員会 委員[31] [1]

（学会）
- 電子情報通信学会 - フェロー[15]
- 日本信頼性学会 - フェロー、会長[14][15]
- 知能情報ファジィ学会 - フェロー[47]、会長[15]
- アジアファジィシステム学会 - 会長[1]
- 国際ファジィシステム学会 - 副会長[2]、フェロー[48]
ほか、人工知能学会、電気学会、日本応用数理学会の会員[2]

（団体）
- 安全技術応用研究会 - 会長[14]
- 日本工学アカデミー - 安全知の連合作業部会長[49]
- 私立大学情報教育協会 - 常務理事、会長[14]
- 製品安全協会 - 評議員[1]
- 総合安全工学研究所 - 理事[1]
- 日本ヒューマンファクター研究所 - 顧問[50]
- セーフティグローバル推進機構 - 会長[27]
- 鉄道総合技術研究所 - 評議員（同議長）[21]、会長[28][21]

（個別委員会）
- 経済産業省 - 消費経済審議会製品安全部会長[14]
- 国土交通省 - 社会資本整備審議会昇降機等事故調査部会長[14][46]
- 消費者庁 - 参与[11]
- 中央労働災害防止協会 - ISO45001のJIS原案作成委員会 委員長[42]
- 日本能率協会 - 審査登録センター 労働安全衛生部会 判定委員会 委員長[1]
- 日本科学技術連盟 - 信頼性・保全性シンポジウム 組織委員長[1]
- ISO/TC 199 国内審議委員会 - 委員、主査[25]
- 機械の包括的な安全基準に関する指針の改正のための検討委員会 - 委員長[25]
- 次世代ロボット安全性確保ガイドライン検討委員会 - 委員長[25]
ほか、宇宙開発事業団 有人サポート委員会、原子力安全委員会 安全目標専門委員会、国立情報学研究所 学術研究情報ネットワークに関する計画調整委員会、などでも委員を務めている[1]

## 著書

### 単著
- 『ファジィのはなし』 日刊工業新聞社〈SCIENCE AND TECHNOLOGY〉、1989年11月、ISBN 978-4-526-02630-0。
- 『ファジィ理論がわかる本 ―「あいまいさ」を認める新しい数学理論 人の持つ主観を科学する―』 HBJ出版局〈HBJ business express〉、1989年8月、ISBN 4833730103。
- 『よくわかるリスクアセスメント ― 事故未然防止の技術 ―』 中央労働災害防止協会〈中災防新書014〉、2003年10月（第2版 - 2013年12月、ISBN 978-4-8059-1532-5）
- 『入門テキスト安全学』 東洋経済新報社、2016年3月、ISBN 978-4-49222-370-3。
- 『よくわかるリスクアセスメント ― グローバルスタンダードの安全を構築する ―』中央労働災害防止協会〈中災防ブックス 003〉、2017年11月、ISBN 9784805917770。
- 『知っておきたい!安全衛生の世界的動向 ― 働く人の安全、健康、ウェルビーイング ―』中央労働災害防止協会、2022年10月、ISBN 9784805920657。

### 共著
- 『スイッチング理論演習』 朝倉書店〈電気・電子・通信・情報工学演習シリーズ〉、1984年、ISBN 4254226152。- 笹尾勤との共著
- 『PASCALとプログラミング技法]』 工学図書、1985年、ISBN 4769201451。- 武野純一との共著
- 『入門コンピュータプログラミング』 弘学出版、1989年、ISBN 4874920454。
- 『安全設計の基本概念 ― ISO/IEC Guide 51(JIS Z 8051),ISO 12100(JIS B 9700) ―』 日本規格協会〈安全の国際規格1〉、2007年5月、ISBN 978-4-542-40405-2。[注 5]
- 『機械安全 ― ISO 12100-2(JIS B 9700-2) ―』 日本規格協会〈安全の国際規格2〉、2007年6月、ISBN 978-4-542-40406-9。[注 6]
- 『安全学入門 ― 安全の確立から安心へ ―』 研成社、2009年8月、ISBN 978-4-87639-502-6。-
- 『信頼性・安全性工学』 オーム社〈EE text〉、2009年9月、ISBN 978-4-274-20754-9。-
- 『なぜ、製品の事故は起こるのか ―身近な製品の安全を考える―』 研成社〈安全学入門 Part2〉、2011年3月、ISBN 978-4-87639-416-6。- 北野大、小松原明哲、菊池雅史、山本俊哉との共著
- 『安全四学 ―安全・安心・ウェルビーイングな社会の実現に向けて―』日本規格協会、2021年10月、ISBN 9784542307087。- 北條理恵子、清水尚憲との共著

### 編集
- 『コンピュータシステムの高信頼化技術入門 ―フォールトトレラントシステムの基礎―』 日本規格協会、1988年、ISBN 4542305163。
- 『フォールト・トレラント・コンピューティング』 丸善〈MARUZEN Advanced Technology〉、1989年9月、ISBN 4621034030。
- 、向殿政男 編『ニューロとファジイ』 培風館〈アドバンストエレクトロニクスシリーズ〉、1994年5月、ISBN 4563036412。-  甘利俊一との共編
- 『ファジィ・コンピューティング』 日刊工業新聞社〈講座ファジィ13〉、1995年4月、ISBN 4526037192。- 日本ファジィ学会 編（安信誠二、向殿政男 編集担当）
- “Fuzzy logic for beginners” edited by Masao Mukaidono, World Scientific, (2001), ISBN 978-981-02-4534-4、ISBN 978-981-4491-64-8。

### 監修
- 『図解 電気の大百科』 オーム社、1996年、ISBN 427403478X。- 曾根悟、小谷誠との共同監修
- 『ISO「機械安全」国際規格』 日刊工業新聞社、1999年1月、ISBN 978-4-526-04293-5。- 日本機械工業連合会 編
- 『国際化時代の機械システム安全技術』 日刊工業新聞社、2000年4月、ISBN 4526045667。- 安全技術応用研究会 編
- 『制御システムの安全 ― ISO 13849-1(JIS B 9705-1),IEC 60204-1(JIS B 9960-1),IEC 61508(JIS C 0508) ―』 日本規格協会〈安全の国際規格3〉、2007年9月、ISBN 978-4-542-40407-6。- 井上洋一ほか共著
- 『機械・設備のリスク低減技術 ―セーフティ・エンジニアの基礎知識―』 日本規格協会、2013年7月、ISBN 978-4542307018。- 川池襄、宮崎浩一 共著、日本機械工業連合会 編

## 主な著作

### 学位論文
- 『Fail-Safe論理の理論的研究』明治大学〈博士論文（甲第37号）〉、1970年3月、NAID 500000406987。

### 解説
- 「向殿 政男 明治大学教授「品質だけでなく安全にも目配りを」Part2 Special interview vol.1」『日経ものづくり』2007年4月号
- 「システムへのフエールセーフ概念とファジィ理論の適用」『BME』、第3巻第11号、1989年、8-14頁。
- 「ファジィ理論とその応用」『テレビジョン学会誌』第44巻第9号、1990年、1218-1225頁。
- 「安全にまつわる諸問題 ―安全工学専門委員会と安全工学シンポジウム―」『学術の動向』第5巻第7号、2000年、85-87頁。
- 「安全マップ(安全曼荼羅)の提案」『信頼性』第24巻第7号、2002年、10月、554-559頁。
- 「安全・安心な社会構築への安全工学の貢献に向けて ―人間と工学研究連絡委員会安全工学専門委員会の活動から―」『学術の動向』第10巻第8号、2005年、81-83頁。
- 「安全の理念」『学術の動向』第14巻第9号、2009年、14-19頁。
- 「安全技術の現代的課題と社会的受容性」『精密工学会誌』第75巻第9号、2009年、1041-1044頁。
- 「（SSS研究会提案）コンピュータ安全と機能安全」『電子情報通信学会 基礎・境界ソサイエティ Fundamentals Review』第4巻第2号、2010年、129-135頁。
- 「機械安全に関する国際規格の動向」『日本機械学会誌』第117巻第1153号、2014年、790-791頁。
- 「自動運転車の安全目標」『学術の動向』第24巻第9号、2019年、72-73頁。
- 「新しい時代の安全の思想・技術と国際標準への提案」『農業食料工学会誌』第82巻第1号、2020年、4-8頁。
- 「機械技術者のリスク管理」『日本機械学会誌』第125巻第1243号、2022年、12-16頁。